# Увулярный носовой согласный
Увулярный носовой согласный — носовой согласный звук, встречающийся в некоторых языках.

## Характеристика звука
- Место образования: увулярный
- Способ артикуляции: носовой
- Сонант, звонкий
- Пульмонический согласный

## Распространённость
| Язык       | Язык       | Слово  | МФА       | Перевод                | Примечание  |
| ---------- | ---------- | ------ | --------- | ---------------------- | ----------- |
| Грузинский | Грузинский | ზინყი  | [ziɴqʼi]  | 'тазобедренный сустав' | аллофон /n/ |
| Испанский  | Испанский  | enjuto | [ẽ̞ɴˈχuto̞] | 'сухой'                |             |
| Японский   | Японский   | にほん | [nihõ̞ɴ]   | 'Япония'               |             |